# Černé košile
Černé košile (italsky Camicie Nere, CCNN, oficiálně Milizia Volontaria per la Sicurezza Nazionale, Dobrovolná milice pro bezpečnost státu, MVSN) nebo squadristi, bylo paramilitární křídlo italské Národní fašistické strany.

## Charakteristika
Černé košile byly velice podobné jednotkám SA, které v téže době tvořili „hospodští rváči“ německé NSDAP. Jako výzbroj často používali jen zastaralé pušky a občas starou dodávku jako způsob přepravy.
Po Mussoliniho totálním neúspěchu ve volbách roku 1921 se stali součástí pochodu na Řím od 27. do 29. října 1922. Této události se zúčastnilo přes 20 000 členů Černých košil a vedla k převzetí moci Mussolinim, který poté vládl Itálii až do roku 1943.